# Jeffrey King
Jeffrey King − fikcyjna postać z opery mydlanej Tylko jedno życie. W rolę Jeffrey wciela się Corbin Bleu.

## Charakterystyka

### Matthew i Danielle
W momencie online serii, Jeffrey, Matthew i Dani dzielisz mieszkanie, które Bleu opisana jako "rzeczy bardzo śmieszne". Zgodnie z kolegi Bleu Kelley Mszału, oni i costar Rob Gorrie dobrze się z sobą. Przypuszcza się, że może mieć udział trzy szkoły z internatem wraz z powrotem w 2009 roku. Według Bleu, dynamiczny Jeffreya z Dani i Mateusza jest "bardzo zabawny i humorystyczny" i czasami odstaje jak sitcom. Trio ciągle "kłujący na siebie i się na kłopoty ze sobą". Przegląd ze źródeł TV zauważyć, że chemia między Mszału i Gorrie bohaterowie pomaga ustalić miejsce Jeffreya on na płótnie, jak ich przyjaciel.

### Viki i Banner
Szef pisarz Thom Racina opisane Jeffreya jak staje się wybawcą dla Victoria Ślęzak jest na banerze. Jeffrey i Viki rozwijać bardzo bliskie stosunki. "On się jej reporter gwiazda w historii, która będzie również mocno wiązać długoletniego rywala Viki jest, Dorian Pana (Robin Strasser)" Bleu Jeffrey pomaga utrzymać gazety walczą żywcem, pomagając wprowadzić w "digital wiek ", powiedział Bleu. w oczy Jeffreya, gazeta nie potrafi, bo jest to" jeszcze w starym stylu szkoły robienia rzeczy ". Bleu opisuje Jeffrey jako Viki jest" doradcą "przynosić papier do cyfrowych era. To w jego pracy, że widzowie "kto Jeffrey jest naprawdę."Charakter ma "silną osobowość, jeśli chodzi o pracę", a on nie boi się zakwestionować Viki o co jej papier musi przetrwać. Jeffrey nie ma problemu z informacją Viki "prawdę", a on nie jest "boi z jej wcale ". " To świetny dynamiczny, że serial tak naprawdę nigdy nie widział, a dwa z nich mają wzajemny szacunek dla siebie ". w wywiadzie za kulisy serii, Więcej One Life to Live, Bleu stwierdził "odpowiedzi wszystkich do Viki. I to jest pierwszy raz, myślę, że masz szansę zobaczyć relację, gdzie ona jest, biorąc rady od kogoś innego. Nie jest" walka o władzę, "między Jeffrey i Viki wyjaśnił Bleu powodu Jeffrey jest ktoś młody, kto próbuje wejść i" przejąć ". Walka ta jest wyświetlana, gdy Jeffrey przekonuje niechętną Viki do uruchomienia bardzo szkodliwy cytat z Dorian, mimo jej podejrzeń że Dorian jest sformułowane przez urzędnika państwowego. na Jeffrey brakuje na stałej pozycji pracowników na banerze, Bleu powiedział: "Swój dzień".
"To wielki dynamiczny, że show tak naprawdę nigdy nie widział i dwa z nich mają wzajemny szacunek dla siebie".

Bleu na relacji Jeffrey i Viki jest.

## Związki Jeffrey
- Jeffrey Z jego najlepszych przyjaciół ze Danielle Manning i Matthew Buchanan (2013-).
- Jeffrey Związany był z Destiny Evans (2013-).
- Jeffrey Współpracuje z Victoria Lord (2013-).